# Viola diversifolia
Viola diversifolia (Ging.) W.Becker – gatunek roślin z rodziny fiołkowatych (Violaceae). Występuje naturalnie w Hiszpanii i Francji – w środkowej i wschodniej części Pirenejów.

## Morfologia

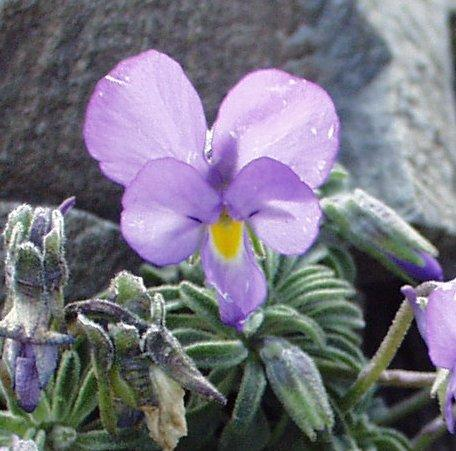
Kwiat

PokrójBylina dorastająca do 3–30 cm wysokości, tworzy kłącza.
LiścieBlaszka liściowa ma kształt od owalnego do okrągławego, jest trójsieczna, złożona z równowąskich lub podługowatych klapek. Mierzy 1,2–9 cm długości oraz 1,5–10 cm szerokości, jest karbowana na brzegu, ma sercowatą nasadę i ostry wierzchołek. Ogonek liściowy jest nagi i ma 1,5–24 cm długości. Przylistki są lancetowate.
KwiatyPojedyncze, wyrastające z kątów pędów. Mają działki kielicha o kształcie od owalnego do lancetowatego i dorastające do 4–7 mm długości. Płatki są od odwrotnie jajowatych do podługowato odwrotnie jajowatych, mają purpurową barwę oraz 7–13 mm długości, dolny płatek jest podługowaty, mierzy 14-22 mm długości, z białymi żyłkami, posiada obłą ostrogę o długości 4-8 mm.
OwoceTorebki mierzące 7-18 mm długości i 11-12 mm średnicy, o niemal kulistym kształcie od podługowatego do elipsoidalnego.

## Biologia i ekologia
Rośnie na skarpach i terenach skalistych. Występuje na wysokości od 1900 do 2900 m n.p.m.